# Ioan Terea
Ioan Terea (n. 21 februarie 1960) este un deputat român, ales în 2016. 